# Campeonato Europeu de Patinação Artística no Gelo de 1922
O Campeonato Europeu de Patinação Artística no Gelo de 1922 foi a vigésima primeira edição do Campeonato Europeu de Patinação Artística no Gelo, um evento anual de patinação artística no gelo organizado pela União Internacional de Patinação (em inglês:  International Skating Union) onde os patinadores artísticos competem pelo título de campeão europeu. A competição foi disputada no dia 20 de janeiro, na cidade de Davos, Suíça.

## Eventos
- Individual masculino

## Medalhistas
| Evento                        | Ouro                  | Prata                   | Bronze                   |
| Individual masculino detalhes | Willy Böckl · Áustria | Fritz Kachler · Áustria | Ernst Oppacher · Áustria |

## Resultados

### Individual masculino
| Pos.              | Nome              | Nacionalidade   |
| ----------------- | ----------------- | --------------- |
| Medalha de ouro   | Willy Böckl       | Áustria         |
| Medalha de prata  | Fritz Kachler     | Áustria         |
| Medalha de bronze | Ernst Oppacher    | Áustria         |
| 4                 | Werner Rittberger | Alemanha        |
| 5                 | Martin Stixrud    | Noruega         |
| 6                 | Sakari Ilmanen    | Finlândia       |
| 7                 | Gunnar Jakobsson  | Finlândia       |
| 8                 | Artur Vieregg     | Alemanha        |
| 9                 | Georges Gautschi  | Suíça           |
| 10                | Wilhelm Czech     | Tchecoslováquia |

## Quadro de medalhas
| Ordem | País    | Medalha de ouro | Medalha de prata | Medalha de bronze |   | Ordem por total |
| ----- | ------- | --------------- | ---------------- | ----------------- | - | --------------- |
| 1     | Áustria | 1               | 1                | 1                 | 3 | 1               |
| TOTAL | TOTAL   | 1               | 1                | 1                 | 3 | —               |